# Badaró (revista)
Badaró é uma revista brasileira especializada na produção de jornalismo em quadrinhos, sendo o primeiro veículo do Brasil voltado a este segmento. Criada em 2019 de forma digital, passou a editar em 2023 sua versão impressa. O nome é uma homenagem ao jornalista ítalo-brasileiro Giovanni Libero Badaró. 
A revista está baseada em Campo Grande, Mato Grosso do Sul, e já esteve presente em eventos como o Festival Mais Cultura, organizado pela UFMS, onde membros da Badaró ministraram uma oficina de jornalismo em quadrinhos.
A Badaró recebeu importantes premiações do jornalismo brasileiro, como a menção honrosa no Prêmio Jornalístico Vladimir Herzog de Anistia e Direitos Humanos, além do primeiro lugar no Prêmio Megafone de Ativismo e no Troféu Expocom Centro-Oeste.
O jornalista Eduardo Martins, da revista pernambucana Algo Mais, citou a Badaró como única publicação brasileira de quadrinhos jornalísticos, em uma lista de cinco sites voltados ao gênero.
O símbolo da revista Badaró é um galo vermelho, que remete a uma antiga simbologia socialista da Guerra Civil Espanhola. Em algumas tradições de esquerda, o galo é considerado um símbolo das lutas da classe trabalhadora por se levantar cedo e anunciar o raiar de um novo dia.

## Prêmios
Ao longo de sua existência, a revista foi laureada com algumas premiações. Em 2020, a reportagem multimídia "Infelizmente a Covid chegou, relata neto de cacique morto em aldeia de MS" (Adrian Albuquerque, Guilherme Correia, Marina Duarte, Leopoldo Neto) alcançou segundo lugar no Prêmio Livre.Jor de Jornalismo Mosca, na categoria Universitária; em 2021, outra reportagem multimídia publicada pela Badaró, "Sagrados Bastidores da Política", trabalho de conclusão de curso de Guilherme Correia, com ilustrações de Fábio "Fabil" Faria e Marina Duarte, venceu o Prêmio Expocom Centro-Oeste na categoria Produção Transdisciplinar; no mesmo ano, a produção "LGBTfobia está atrelada ao processo de colonização" foi premiada com a Menção Honrosa no Prêmio Jornalístico Vladimir Herzog de Anistia e Direitos Humanos na categoria Arte. A matéria, feita em colaboração com a antropóloga Aline Correia Antonini, teve trechos em quadrinhos ilustrados por Marina Duarte e Norberto Liberator, que também participou da edição de texto.
Em 2023, a reportagem em quadrinhos "Um povo, três massacres", de Guilherme Correia, Iara Cardoso, Marina Duarte e Norberto Liberator, foi vencedora do Prêmio Megafone de Ativismo na categoria Reportagem na Mídia Independente.

## Linha editorial
A Badaró possui posicionamentos claramente voltados à esquerda no espectro político. Em seu manifesto, disponível no site oficial da revista, é citada uma frase do jornalista gaúcho Tarso de Castro, um dos fundadores do jornal O Pasquim, na qual o diretor do jornal satírico afirma "não confiar em jornalista que não seja parcial".
De acordo com o Observatório da Imprensa, a Badaró "foge da neutralidade e é caracterizada por sua postura crítica". Um dos principais temas da revista são os conflitos fundiários. O cofundador Norberto Liberator afirmou em entrevista à Teatrine TV que os direitos dos povos indígenas são "uma prioridade" para o veículo. "Nós vivemos nesse estado que pratica uma violência muito grande contra esses povos, essas populações, então nós consideramos que é nosso dever falar sobre isso", afirmou o jornalista e ilustrador em reportagem assinada por Tero Queiroz.
No plano internacional, a Badaró também costuma se posicionar a favor do que considera como povos vítimas de opressão, como é o caso de palestinos e armênios.

## Linguagens
Além dos quadrinhos, o veículo também já publicou matérias em outras mídias, como o audiovisual, os podcasts e os textos escritos, e explorou hibridismos entre diferentes plataformas, como no caso da reportagem "Como a pandemia afeta uma aldeia indígena", inserida no acervo de saúde indígena da Fiocruz, que possui trechos em texto, em quadrinhos, em áudio e em vídeo.
No entanto, de acordo com a seção "Quem Somos" do site oficial da revista, em 2023 a Badaró passou a ser "integralmente voltado aos quadrinhos jornalísticos e aos textos ilustrados".
De acordo com o site da Faculdade de Ciências Humanas da UFMS, a revista é "comprometida  com o jornalismo em quadrinhos, a produção de mini-documentários audiovisuais e textos escritos, por vezes opinativos".

## Ligação externas
- «Sítio oficial»